# Antoni Ponikowski

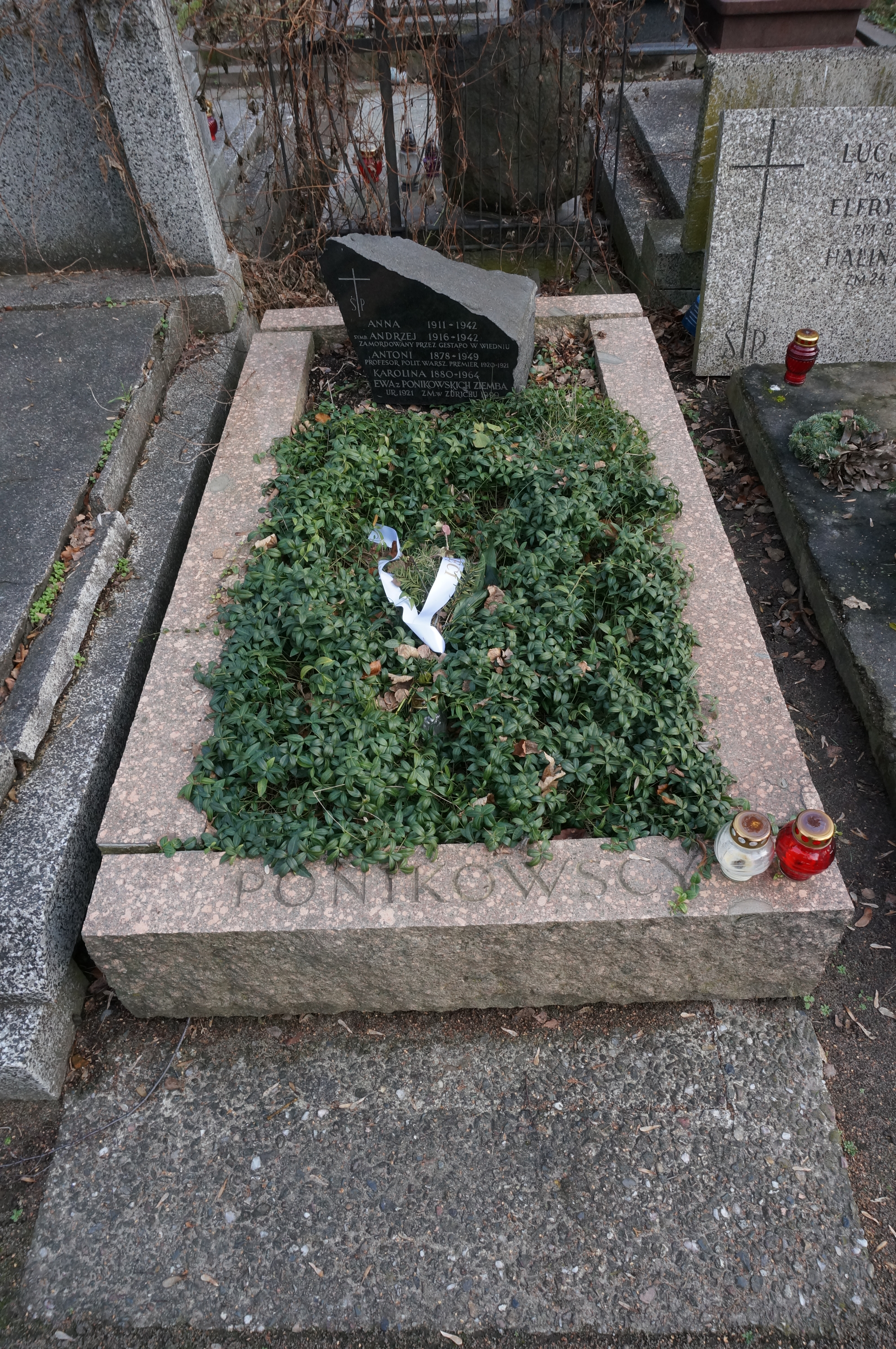
Grób Antoniego Ponikowskiego na cmentarzu Stare Powązki w Warszawie

Antoni Ponikowski (ur. 29 maja 1878 w Siedlcach, zm. 27 grudnia 1949 w Warszawie) – polski specjalista w zakresie geodezji stosowanej, polityk, premier, rektor Politechniki Warszawskiej, przywódca Ligi Państwowości Polskiej.

## Życiorys
Urodził się w Siedlcach, w ówczesnej stolicy guberni siedleckiej, w rodzinie Stanisława i Apolonii z Freytagów.
W 1896 ukończył, ze złotym medalem, Gimnazjum im. Stanisława Żółkiewskiego w Siedlcach. Następnie podjął studia na Wydziale Fizyczno-Matematycznym na Cesarskim Uniwersytecie Warszawskim. Jednak potem przeniósł się na Wydział Inżynieryjno-Budowlany Warszawskiego Instytutu Politechnicznego im. Cara Mikołaja II, gdzie w 1903 otrzymał dyplom inżyniera budowlanego I stopnia.
Miłośnik muzyki i śpiewu. W 1899 wraz z kolegami Tadeuszem Lechem i Janem Zarzyckim, zapoczątkował działalność Chóru „Pieśń”. Grał na wiolonczeli i śpiewał barytonem. Chór cieszył się dużą popularnością i należał do najlepszych w Warszawie.

### Działalność polityczna i społeczna
W latach 1900–1911 był członkiem Ligi Narodowej.
Był członkiem władz Towarzystwa Oświaty Narodowej okręgu siedleckiego.
Przed I wojną światową działacz Stronnictwa Narodowo-Demokratycznego, a później, po wojnie, wszedł w skład Rady Naczelnej Polskiego Stronnictwa Chrześcijańskiej Demokracji.
W 1916 został członkiem Rady Głównej Opiekuńczej i członkiem Delegacji do Spraw Kanalizacji i Wodociągów Magistratu miasta Warszawy. Został radnym miejskim i na posiedzeniu Rady w grudniu 1916 poddał ostrej krytyce gospodarkę Sekcji Szkolnej Magistratu. Postulował założenie w Warszawie żeńskiego i męskiego seminarium nauczycielskiego oraz domagał się obniżenia kosztów nauczania w czteroklasowych szkołach powszechnych.
W 1917 był członkiem Komisji Rolnictwa Departamentu Gospodarstwa Krajowego Tymczasowej Rady Stanu oraz członkiem Rady Departamentu Pracy TRS. Od marca do czerwca tego roku był członkiem Komisji Rolnictwa i członkiem Departamentu Pracy Tymczasowej Rady Stanu Królestwa Polskiego.
W rządach Rady Regencyjnej pełnił urząd ministra wyznań religijnych i oświecenia publicznego (od 7 grudnia 1917 do 4 listopada 1918) i tymczasowego premiera (od 27 lutego do 4 kwietnia 1918).
W roku 1919 został dyrektorem Oddziału Warszawskiego Polskiego Towarzystwa Budowlanego (PTB), które swoją siedzibę obrało we Lwowie. W 1920 był członkiem Obywatelskiego Komitetu Wykonawczego Obrony Państwa.
Od 19 września 1921 do 6 czerwca 1922 był premierem w tzw. rządzie fachowców i ponownie ministrem wyznań religijnych i oświecenia publicznego, kierował też Ministerstwem Kultury i Sztuki. Jego rząd upadł wobec wotum nieufności ze strony Józefa Piłsudskiego.
Po 1925 był prezesem Komitetu Muzeum Przemysłu i Rolnictwa w Warszawie, w latach 1925–1927 prezesem Zarządu Głównego Ligi Obrony Powietrznej Kraju.
W listopadzie 1930 został wybrany do Sejmu. W marcu 1935 zrzekł się mandatu poselskiego i wycofał z życia politycznego.

### Działalność związana z nauką i szkolnictwem
Antoni Ponikowski pełnił też szereg funkcji pozarządowych i akademickich.
Był współorganizatorem polskiego szkolnictwa w Królestwie Polskim, w 1916 został profesorem miernictwa na Politechnice Warszawskiej, a w latach 1921–1922 oraz 1923–1924 pełnił funkcję rektora.
W 1926 został wybrany na prezesa Rady Naczelnej Zjednoczenia Polskich Związków Śpiewaczych, funkcję tę pełnił do końca swego życia. Otrzymał odznakę honorową i został honorowym prezesem Stowarzyszenia amatorskiego ruchu śpiewaczego.
Od 1928 przez jedną kadencję był członkiem Kuratorium Fundacji Sułkowskich.
Od maja 1929 pełnił funkcję prezesa Towarzystwa Edukacji Narodowej oraz przewodniczył Komitetowi Budowy Pomnika Chopina w Warszawie, który odsłonięto 14 listopada 1926 w Łazienkach.
Wieloletni prezes Komitetu Muzeum Przemysłu i Rolnictwa (1925-1939, 1945-1949).
W okresie okupacji wykładał na tajnych kompletach dla studentów Wydziału Architektury PW. Od 1940 do 1942 pracował jako nauczyciel w Państwowej Szkole Budownictwa II stopnia. Brał udział w konspiracyjnych pracach programowych nad budową i rozbudową polskiego szkolnictwa wyższego po wojnie. Poszukiwany przez gestapo musiał się ukrywać. W czasie Powstania Warszawskiego przebywał w Warszawie. Od 1945 objął stanowisko p.o. rektora PW z siedzibą tymczasową w Lublinie. Po wojnie zajmował się działalnością naukową jako kierownik Katedry Miernictwa Politechniki Warszawskiej.
Zmarł 27 grudnia 1949. Pochowany w rodzinnym grobie na cmentarzu Stare Powązki w Warszawie (kwatera 155-6-24). 
Jego imieniem nazwano ulicę w Warszawie na Siekierkach, w pobliżu ul. Bartyckiej.
Był żonaty z Karoliną z Opolskich, z którą miał siedmioro dzieci. Trzech jego synów ukończyło I Państwowe Gimnazjum i Liceum im. Stefana Batorego w Warszawie: Adam (matura 1932), Andrzej (rocznik maturalny 1934) i Jan (matura 1936).

## Członkostwa
- Członek władz Towarzystwa Oświaty Narodowej okręgu siedleckiego,
- 1900-1911 członek Ligi Narodowej,
- 1924-1931 członek Kuratorium Fundacji im. Sułkowskich.

## Stanowiska
- 1900–1901 – założyciel i prezes „Zjednoczenia Studentów Politechniki Warszawskiej”,
- 1917–1918 – minister wyznań religijnych i oświecenia publicznego Rady Regencyjnej,
- 1919 – dyrektor Oddziału Warszawskiego Polskiego Towarzystwa Budowlanego(PTB) we Lwowie,
- 1921–1922 – premier i ponowny minister wyznań religijnych i oświecenia publicznego,
- 1921–1922 i 1923–1924 – rektor Politechniki Warszawskiej,
- 1925–1939,1945–1949 – prezes Komitetu Muzeum Przemysłu i Rolnictwa w Warszawie,
- 1925–1927 – prezes Zarządu Głównego Ligi Obrony Powietrznej Kraju,
- 1929 – prezes Towarzystwa Edukacji Narodowej,
- 1930 – poseł na Sejm,

- Przewodniczył Komitetowi Budowy Pomnika Chopina w Warszawie,
- Kierownik Ministerstwa Kultury i Sztuki,
- Po wojnie kierownik i wykładowca w Katedrze Miernictwa Politechniki Warszawskiej,
- 1947–1949 dyrektor inżynierskich Technicznych Kursów Kolejowych w Warszawie.

## Odznaczenia
- Wielka Wstęga Orderu Odrodzenia Polski (2 maja 1923)[12][3] „za zasługi, położone około ustalania granic Rzeczypospolitej Polskiej"[13]
- Krzyż Niepodległości (12 maja 1931)[14]